# Kolbeinn Óttarsson Proppé

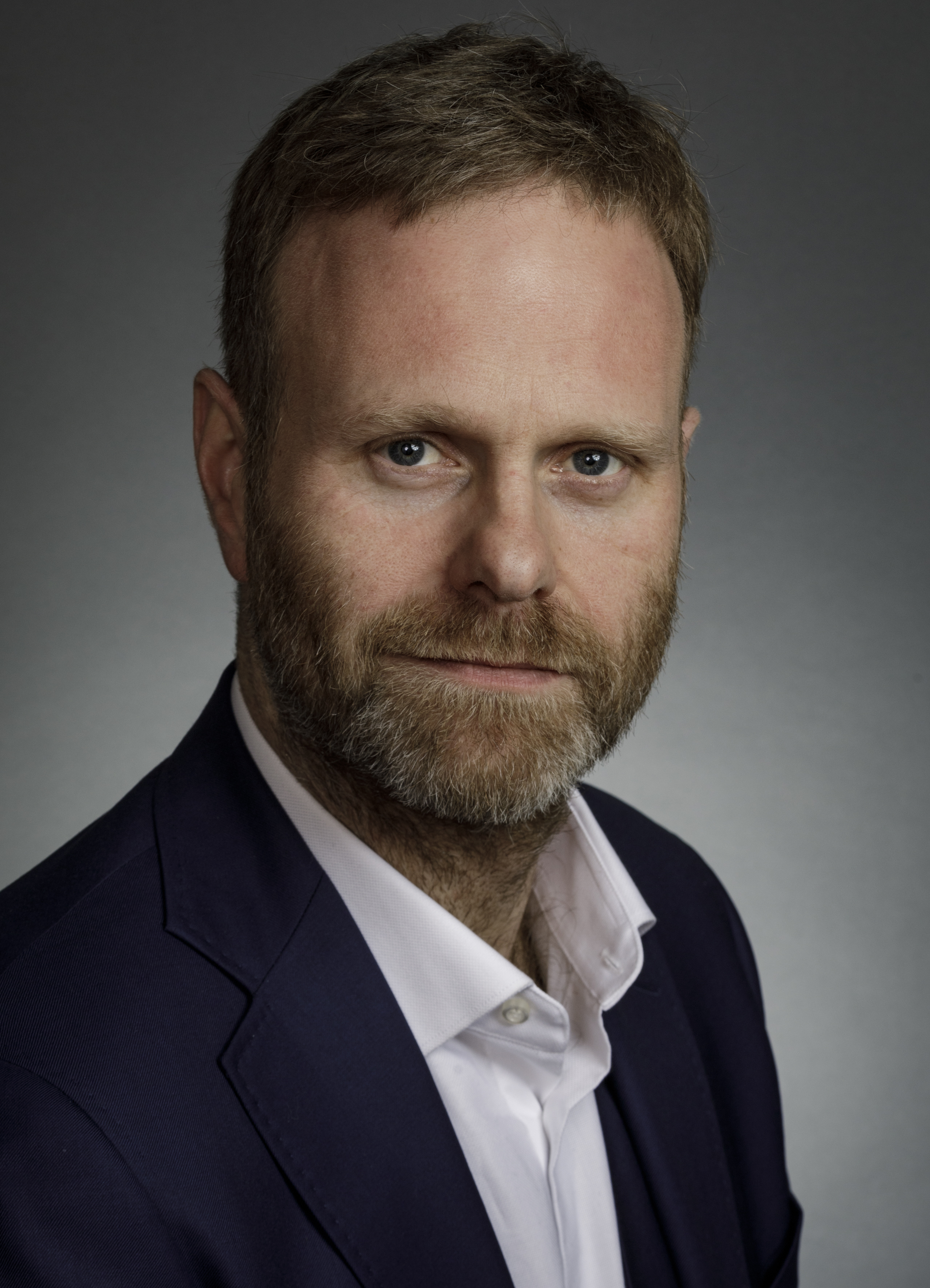
Kolbeinn Óttarsson Proppé, 2017

Kolbeinn Óttarsson Proppé (* 19. Dezember 1972 in Reykjavík) ist ein isländischer Journalist und Politiker (Links-Grüne Bewegung). Von 2016 bis 2021 gehörte er dem isländischen Parlament Althing an.

## Leben
Kolbeinn ist ein Nachkomme des Althing-Abgeordneten Ólafur Proppé (1886–1949) und Cousin des Musikers Óttarr Proppé, der von 2013 bis 2017 ebenfalls dem Althing angehörte. Er studierte Geschichte und Isländisch an der Universität Island (B.A. 1998). Kolbeinn war unter anderem als selbständiger Historiker und Übersetzer sowie während mehrerer Jahre als Journalist bei der Tageszeitung Fréttablaðið tätig und hat mehrere Jugend-Sachbücher verfasst.
Bei der Parlamentswahl vom 29. Oktober 2016 wurde Kolbeinn Óttarsson Proppé als Kandidat der Links-Grünen Bewegung für den Wahlkreis Reykjavík Süd ins isländische Parlament Althing gewählt. Bei der vorgezogenen Parlamentswahl vom 28. Oktober 2017 wurde er wiedergewählt. Mit Stand vom April 2019 gehörte er dem parlamentarischen Verfassungs- und Aufsichtsausschuss sowie dem Ausschuss für Gewerbeangelegenheiten an. Seit 2017 war er Mitglied der isländischen Delegation im Nordischen Rat. Zur Parlamentswahl 2021 ist er nicht angetreten.